# Neuilly-sur-Eure
Neuilly-sur-Eure település Franciaországban, Orne megyében. Lakosainak száma 567 fő (2018. január 1.). Neuilly-sur-Eure La Lande-sur-Eure, La Ferté-Vidame, Manou, Le Mage, Les Menus és Moutiers-au-Perche községekkel határos.

## Népesség
A település népességének változása:
| Lakosok száma | 525  | 510  | 502  | 505  | 469  | 519  | 642  | 601  | 573  | 567  |
|               | 1962 | 1968 | 1975 | 1982 | 1990 | 2008 | 2013 | 2015 | 2017 | 2018 |